# Acuerdo de Dallas
El Acuerdo de Dallas fue un acuerdo alcanzado en 1974 por la Convención Nacional Libertaria del Partido Libertario como un compromiso entre la facción anarcocapitalista y la minarquista mediante la adopción de una plataforma que no dice explícitamente si es conveniente que exista el Estado.
La declaración de principios de 1972, que dice que "la única función del gobierno es la protección de los derechos de cada persona" y que "el gobierno sólo tiene una función legítima, la protección de los derechos individuales", fue protegida en la constitución original del PL (ahora denominado reglamento), al exigir 7/8 de votación para cambiarlo. Sin embargo, las reglas proveían una excepción por una sola vez, permitiendo 2/3 de votación para cambiar la declaración de principios en la convención de 1974.
La idea detrás del Acuerdo de Dallas es que el Partido Libertario de los Estados Unidos sea una "gran carpa" que de la bienvenida a grupos ideológicamente diversos de personas interesadas en la reducción del tamaño del gobierno. Por lo tanto, la plataforma 1974 se centró en el argumento de obtener las declaraciones sobre el gobierno en diversas actividades, y se utilizaron frases como "donde existan gobiernos no deben violar los derechos de nadie". Se acordó que el tema del anarquismo no sería ni siquiera un tema sobre la mesa para la discusión hasta que un gobierno limitado se lograse.
El compromiso duró hasta la Convención Nacional Libertaria de 2006, cuando la plataforma se cambió (a instancias del caucus Libertarian Reform Caucus) para especificar que el gobierno tiene un papel legítimo en la protección de los derechos, desarrollo descrito como la "Masacre de Portland". El número de anarquistas en el Partido Libertario se ha reducido de 31% en 1988 a 13% en 1998.